# 중병격발 보이
중병격발 보이(厨病激発ボーイ)는 레루리리에 의한 보컬로이드 곡. 2015년에 발매.
2016년에 카도카와 빈즈 문고에서 소설화, 2019년 10월부터 12월까지 TV 애니메이션화로 방영되었다.